# هيرمان شيل
هيرمان شيل (بالألمانية: Herman Schell)‏ (و. 1850 – 1906 م) هو فيلسوف، وأستاذ جامعي، وكاهن كاثوليكي، وعالم عقيدة ألماني، ولد في فرايبورغ، توفي في فورتسبورغ، عن عمر يناهز 56 عاماً.